# Amor & Sexo
Amor & Sexo foi um programa de televisão brasileiro produzido pela TV Globo e exibido de 28 de agosto de 2009 a 11 de dezembro de 2018 e apresentado por Fernanda Lima. Seu tema principal era o sexo; recebendo convidados ao longo da semana, tratava de assuntos variados a respeito, acompanhados de uma plateia e banda.

## O programa
Programa de auditório semanal apresentado por Fernanda Lima, com direção de Ricardo Waddington e roteiro de Rafael Dragaud. Segundo o próprio diretor, o programa tinha o objetivo de entreter e falar sobre sexualidade e relacionamento. A atração só tinha uma regra, que valia tanto para os convidados quanto para o público participante: falar abertamente sobre os assuntos em pauta.

Além de quadros e reportagens, Amor & Sexo contava com uma plateia eclética, de aproximadamente 400 pessoas, que interagia com os convidados e com a apresentadora Fernanda Lima. Mylena Jardim e Régis Paulino eram os vocalistas da banda Amor & Sexo, eles davam o clima do programa, com músicas de todas as épocas e gêneros relacionadas ao assunto amor e sexualidade. Amor & Sexo era exibido em formato de temporada.

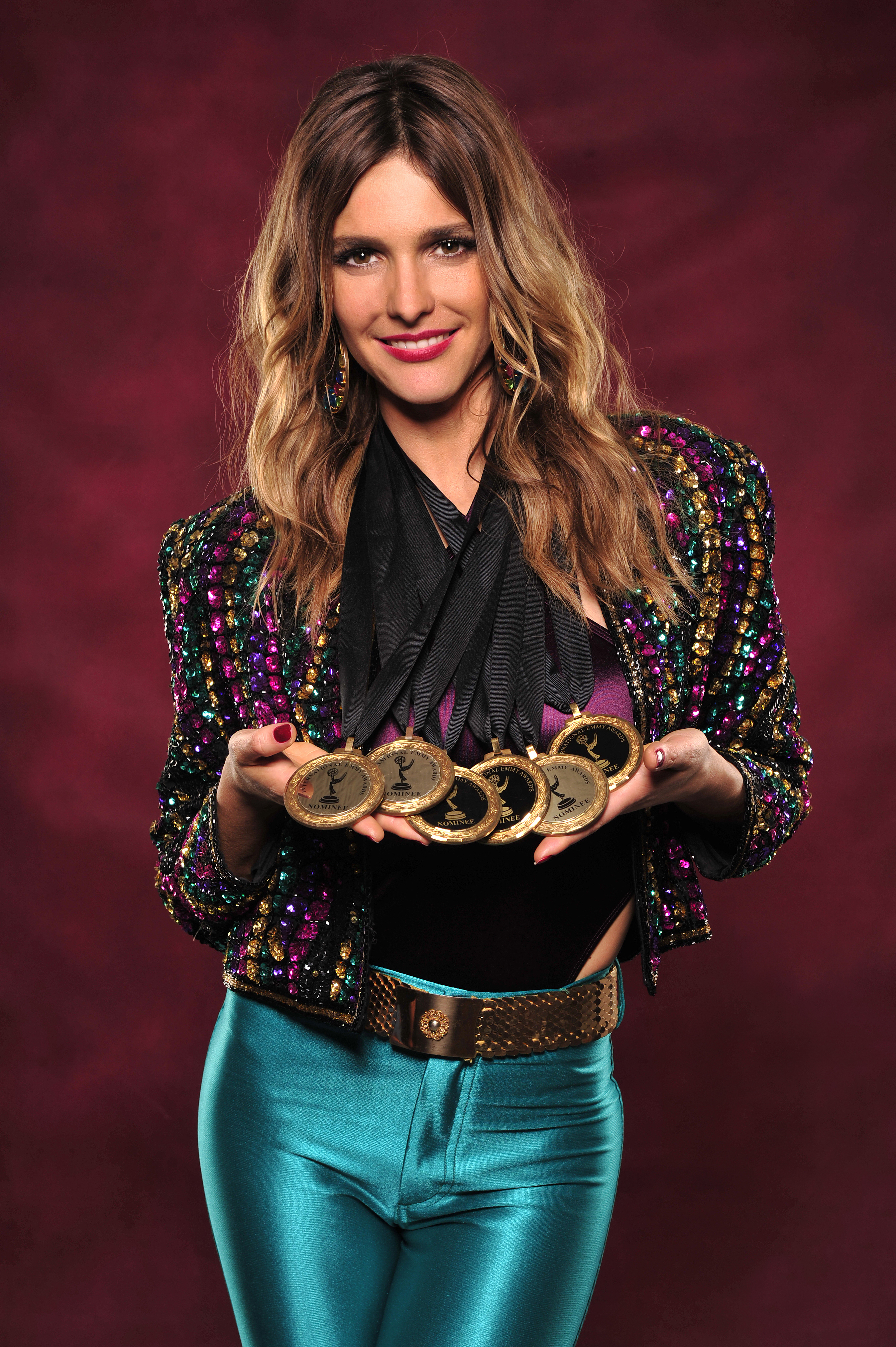
Fernanda Lima, apresentadora do programa.

## Temporadas

### 1ª Temporada (2009)
A primeira temporada do Amor e Sexo foi exibida entre 28 de agosto e 6 de novembro de 2009, às sextas-feiras, logo após o programa Globo Repórter. Nesta primeira temporada foram exibidos no total 10 programas. O programa pretendia falar com toda a família, sem restrições ao tema e usando uma linguagem clara e objetiva, porém delicada e bem-humorada. Com 40 minutos de duração, trazia quadros com a participação de convidados e da plateia bem como reportagens e dicas para o público. Além de Fernanda Lima, o programa contava com a consultoria permanente de Carmita Abdo, psiquiatra, sexóloga e professora da Universidade de São Paulo. Carmita respondia às dúvidas do telespectador, que participava por telefone ou e-mail. Leo Jaime e sua banda davam o clima do programa, com músicas de todas as épocas e gêneros relacionadas ao assunto sexualidade.
Entre os quadros, destaque para o Strip Quizz, marca registrada da atração, presente em todas as temporadas. No jogo, convidados respondem às perguntas sobre sexo e relacionamento feitas por Fernanda Lima. Em seguida, a plateia julga se eles estão sendo ou não sinceros em suas respostas, levantando placas em forma de corações verdes ou vermelhos. Quando alguém discorda e um coração vermelho aparece, a apresentadora pede para que o membro da plateia explique porque não está de acordo. A cada coração vermelho, o participante tira uma peça da roupa do boneco que o representa. Perde a brincadeira a pessoa cujo boneco ficar com menos roupa, ou apenas em trajes íntimos. 
No Caindo na Pista, outro quadro desta primeira temporada, a apresentadora ia às ruas ajudar pessoas a arrumar um pretendente. Depois de abordar alguém disposto a participar, Fernanda Lima ia à caça de um parceiro que se encaixasse no perfil. Quando encontrava, ela apresentava os dois e os incentivava a se conhecerem melhor. Apesar das diversas tentativas, Fernanda Lima não conseguiu formar nenhum casal que engatasse um namoro sério.
As reportagens eram feitas pelo casal Fábio, de 78 anos, e Valéria Gonçalves, de 69, juntos há mais de 50. A cada programa uma pergunta sobre amor ou sexo era levada às ruas para que o público pudesse dar sua opinião. Quando questões como “O que você faria se mudasse de sexo por um dia?”, “Você perdoaria uma traição?” ou “Qual foi a última vez que você fez sexo?” eram levantadas pelos repórteres, muitos se espantavam com o fato de dois senhores perguntarem sobre assuntos de cunho sexual. Mas eles o faziam com naturalidade e respeito e com isso ganhavam a simpatia do entrevistado.
Nas primeiras edições da atração, o quadro Dicas da Semana apresentava dicas sobre relacionamento ou sexo dadas por três casais. Elas eram organizadas como medalha de bronze, prata e ouro. Depois, Dicas da Semana apareceu como pílulas que precediam os comerciais.
No décimo e último programa da primeira temporada, Fernanda Lima abordou o tema fetiche com bombeiros, salva-vidas e aeromoças. Ela foi às ruas, vestida a caráter, para saber por que essas profissões atiçam a imaginação de alguns.

### 2ª Temporada (2011)
A segunda temporada do Amor e Sexo foi exibida entre 1 de fevereiro e 22 de março de 2011, desta vez exibido às terças-feiras, logo após o programa Big Brother Brasil. Nesta segunda temporada foram exibidos no total 08 programas. O formato da atração foi mantido, mas novos quadros foram criados para abordar o tema. Além do Strip Quizz, os quadros Gayme, Ponto Q, Jogo de Cama e Sexo Selvagem passaram a se revezar a cada semana.
O Gayme era uma divertida gincana gay onde três homens homossexuais disputavam o grande prêmio: um cruzeiro com acompanhante. Maurício Branco apresentava a competição usando muitas gírias do mundo gay, roupas coloridas e fazendo aparições espetaculares. No Ponto Q, a apresentadora anunciava uma palavra relacionada ao tema da atração e perguntava às pessoas na rua o seu significado. No final, depois de algumas respostas engraçadas, um especialista dava a definição correta. Algumas das palavras mencionadas foram: pompoarismo, cunilíngua e a posição andrômaca.
Já o Jogo de Cama era um game de perguntas e respostas onde um convidado tinha que mostrar suas qualidades como conquistador. Um júri composto por famosos aprovava ou não essas respostas. Eram quatro etapas: “Chegando junto”, “Ataque”, “O Amasso” e “Cama”. No último passo, o nome de uma posição sexual aparecia em um telão e o conquistador deveria demonstrar como ela era feita em bonecos de madeira. Os atores Marcius Melhem, Leandro Hassum e Ailton Graça foram alguns dos testados por Fernanda Lima.
Em Sexo Selvagem, Fernanda Lima e André Marques investigavam de uma maneira divertida os hábitos sexuais de alguns animais. Para isso, os dois se fantasiavam como os bichos, entrevistavam especialistas e iam às ruas ouvir a opinião das pessoas. A aranha foi a personagem do primeiro Sexo Selvagem. Vestidos como aracnídeos, Fernanda Lima e André Marques foram ao Instituto Vital Brazil para saber mais sobre o assunto.Um biólogo explicou que algumas espécies de aranhas que não vivem em teias dançam para seduzir suas fêmeas. Os apresentadores aproveitaram essa informação para ensinar a “dança do acasalamento” das aranhas nas ruas. A galinha e a abelha foram os outros animais-tema do quadro nesta temporada.
Outra novidade foram as reportagens especiais feitas por Fernanda Lima. Ela foi a Nova York, nos Estados Unidos, para saber mais sobre assuntos como o burlesco (espécie de cabaré onde mulheres se apresentam com danças erótico-cômicas), lap dance (dança sensual feita por strippers em clubes americanos) e um anel erótico. As reportagens mostraram a apresentadora entrevistando especialistas, aventurando-se em aulas de dança sexy e fazendo entrevistas nas ruas da cidade americana. Nesta temporada, a psiquiatra e sexóloga Carmita Abdo deixou o palco de Amor & Sexo, onde respondia às dúvidas dos participantes e dos telespectadores, para dar consultoria ao texto do programa. O casal de repórteres Valéria e Fábio Gonçalves permaneceu na atração, fazendo entrevistas e matérias sobre os assuntos abordados. Na última edição, os dois foram a um sex shop tirar suas dúvidas e mostrar alguns dos produtos vendidos na loja.

### 3ª Temporada (2011)
A terceira temporada do Amor e Sexo foi exibida entre 7 de julho de 2011 à 1 de setembro de 2011, desta vez exibido às quintas-feiras. Esta temporada seguiu a estrutura das anteriores e trouxe três novos quadros. Os que permaneceram foram Strip Quizz, que dessa vez foi disputado por casais; Sexo Selvagem, com André Marques e, agora, com participação de Leandro Hassum; e Jogo de Cama, além das reportagens do casal Fábio e Valéria. Rodrigo Hilbert, marido de Fernanda Lima, estrelou um dos novos quadros, o Coisa de Macho. Nele o ator mostrava que fazer depilação e escolher legumes no supermercado, por exemplo, também são “coisas de macho”.
A outra novidade foi o jogo Vai Ter que Rebolar, no qual o convidado precisava não só propor soluções para as situações descritas pela apresentadora como, ainda, ter as respostas aprovadas por uma bancada de jurados. Na estreia, Juliana Paes, Rogéria e Jorge Fernando julgaram as respostas do humorista Nelson Freitas. Uma roleta com os dizeres "lésbicas", "gays", "bissexuais", "transexuais", "travestis", "intersexuais" e "simpatizantes" (cujas iniciais formam a sigla LGBTTIS) definia o modo como o humorista deveria responder às perguntas. Já no Frase do Dia, a apresentadora lia uma sentença sobre sexo e os convidados e a plateia deveriam acertar, entre três opções, quem era o autor da tal citação.
Nesta temporada, Fernanda Lima fez uma matéria especial sobre abstinência sexual no esporte. Ela entrevistou os lutadores de MMA Anderson Silva, Minotauro e o ex-lutador Rickson Gracie, e os jogadores de futebol Renato Gaúcho e Roger Flores para saber se, para eles, pode-se ou não fazer sexo antes de uma luta ou partida. Em outras matérias, a apresentadora foi ver como funciona uma despedida de solteira e saber quais comidas são afrodisíacas.

### 4ª Temporada (2011)
Ainda em 2011, Amor & Sexo estreou sua quarta temporada, exibida entre 3 de novembro de 2011 a 22 de dezembro de 2011, às quintas-feiras, mantendo a mesma dinâmica e os quadros de sucesso, como Strip Quizz e Jogo de Cama. Desta vez, Fernanda Lima foi ao Japão, onde realizou uma série de reportagens sobre sexualidade e relacionamento. Leo Jaime foi às ruas para complementar as matérias exibidas ao longo dos oito episódios do programa. O músico entrevistou os brasileiros sobre os mesmos temas abordados por Fernanda Lima, mostrando um olhar diferente sobre o assunto.

### 5ª Temporada (2012)
A quinta temporada do Amor e Sexo foi exibida entre 31 de janeiro de 2012 a 6 de março de 2012, com 6 episódios.
Os episódios abordaram a origem da combinação que dá nome ao programa. Para isso, Fernanda Lima realizou uma série de reportagens em Portugal e também em Angola, berço do ritmo kuduro. A ideia era mostrar como a população daqueles países lida com o tema. E, para apresentar o jeito brasileiro de encarar as mesmas questões, Leo Jaime foi às ruas mais uma vez.
Jogo de Cama e Strip Quizz, quadros já conhecidos do público, alternaram-se a cada semana, contando com a participação de casais e também de pais e filhos.
Em vez do “não” da temporada anterior, a camiseta que cada convidado recebia ao final do programa exibia a palavra “sim”. Fernanda Lima explicou que era o “sim” à liberdade individual, à diversidade e ao respeito.

### 6ª Temporada (2012)
A sexta temporada foi exibida de 6 de setembro de 2012 a 25 de outubro de 2012, com 8 episódios.
Esta temporada de Amor & Sexo apresentou um novo formato, inspirado nos clássicos programas de auditório, com referências em apresentadores como Chacrinha e Flávio Cavalcanti. Os programas ficaram mais temáticos, tratando das etapas de um relacionamento. Assuntos como noivado, casamento, separação e gravidez entraram para o repertório. Além disso, anônimos passaram a ser os protagonistas da atração, participando de games comandados por Fernanda Lima e recebendo dicas e opiniões de famosos e especialistas convidados.
O cenário do programa passou por uma reformulação. O estúdio perdeu o telão e o palco ganhou mais relevância, com a participação de um balé formado só por homens. Os dez bailarinos, dentre eles o escritor e bailarino Gerson Couto, selecionados especialmente para a atração, foram treinados pela coreógrafa Dani Lima. Além disso, a banda de Leo Jaime ganhou um espaço maior e passou a contar com mais integrantes, além de um figurino caprichado.
Entre os convidados desta temporada estão os atores Camila Morgado, Eliane Giardini, Flávia Alessandra, Otaviano Costa, José Loreto, Mariana Santos, Alexandre Nero e Cacau Protásio, a psicanalista e terapeuta de casais Regina Navarro Lins, e os jornalistas Xico Sá e Glória Maria.
No programa do dia 4 de outubro de 2012, Alexandre Borges foi convidado a participar de um jogo em que precisava se posicionar a respeito de situações experimentadas por pessoas de diferentes orientações sexuais. Fernanda Lima girava uma roleta que definia o ponto de vista que o ator precisava assumir para responder questões relacionadas a assuntos como casamento, filhos e preconceito. As opiniões dele foram comentadas por um grupo ecumênico de convidados, formado pelo padre Juarez de Castro, o monge Lama Rinchen, o reverendo Marcos Amaral e o babalaô Ivanir dos Santos. Os comentaristas Alexandre Nero, Mariana Rios, Regina Navarro Lin, Xico Sá, Mariana Santos, Otaviano Costa e José Loreto deram suas opiniões sobre os temas.
No último programa da temporada, Fernanda Lima conduziu uma discussão sobre o fascínio dos brasileiros por bumbuns. A bancada de convidados do programa recebeu a companhia de Rita Cadillac e da atriz Cacau Protásio, que se juntaram aos jurados Xico Sá, Mariana Santos, José Loreto, Alexandre Nero, Otaviano Costa e Regina Navarro Lins. No palco do programa, foi realizado o concurso Miss e Mister Forévis, com a participação de 12 integrantes - seis homens e seis mulheres em trajes de praia -. para que o júri votasse nos bumbuns masculino e feminino de sua preferência. Entre outras brincadeiras, Fernanda Lima convidou Otaviano Costa para uma sessão de malhação, experimentando na pele o esforço feminino para manter o corpo em cima.

### 7ª Temporada (2013)
A sétima temporada foi exibida entre 3 de outubro e 19 de dezembro de 2013 e inovou com performances de Fernanda Lima nas aberturas de Amor & Sexo. Além de cantar, dançar e apresentar, ela também atuou como redatora do programa. E o primeiro episódio foi polêmico. Após a apresentadora interpretar a música “Folia no Matagal”, de Eduardo Dussek e Luiz Carlos Góes, dez pessoas apareceram nuas no palco da atração que abordou o tema “nudez”.
Os atores José Loreto, Alexandre Nero, Otaviano Costa, e Mariana Santos, o jornalista Xico Sá, e a terapeuta de casais Regina Navarro Lins continuaram como jurados do programa. As atrizes Paula Burlamaqui, Rita Guedes, e Isadora Ribeiro, e o ex-atleta Robson Caetano foram convidados para falar sobre a experiência de posarem nus em ensaios fotográficos famosos. Em seguida, Otaviano Costa fez um strip-tease.
“Pepecas” foi o tema do segundo episódio. A atriz Claudia Ohana foi questionada sobre sua depilação e o sucesso que fez ao posar nua nos anos 1980. O assunto seguinte foi sobre os “pepeus”. Os atores Marcello Novaes, Marcos Caruso e Ferrugem fizeram um esquete cômico vestidos de pintinhos amarelinhos, e Thiago Abravanel participou como “saco”. A urologista Camila Rodrigues de Almeida deu explicações sobre como ocorre a fratura do pênis.
A jornalista Glória Maria participou do quarto episódio, que foi sobre “TPM” (tensão pré-menstrual). O programa contou com a participação da ginecologista Viviane Monteiro e do advogado Rodrigo Fragoso, que falou sobre os crimes que, ao serem julgados, podem ter as penas atenuadas em função da TPM. As atrizes Flávia Alessandra, mulher de Otaviano Costa, e Débora Nascimento, noiva de José Loreto, participaram de um game e falaram como sofrem com a síndrome. O assistente de palco de Amor & Sexo, Zentai, fantasiou-se de barra de chocolate e todas as mulheres da plateia ganharam chocolates.
Um dos momentos mais cômicos do programa foi a participação de Tatá Werneck no quadro “Vai ter que rebolar”. A atriz respondeu algumas perguntas sobre como reagiria caso sofresse bullying. A atração ainda fez um esquete com referências à Escolinha do Professor Raimundo. A “professora” Fernanda Lima comandou a turma formada por Dona Bela (Betty Gofman), Cassilda (Fabiana Karla), Seu Peru (Marcos Veras) e Seu Boneco (Rodrigo Sant’anna).
Com um vestido rosa pastel e os cabelos inspirados nos anos 50, Fernanda Lima, que falou sobre o romantismo no sexto episódio de Amor & Sexo, fez uma declaração de amor no final da atração e foi correspondida. "Talvez eu seja a última romântica, pouca coisa eu sei de mim, mas sei que não estou sozinha. E de uma coisa eu tenho certeza: o romance até pode acabar, mas o amor merece ser para sempre!", disse ela, pouco antes de ser “raptada” por seu marido, o ator Rodrigo Hilbert, que invadiu o palco pilotando uma moto.
O sétimo e oitavo episódios falaram sobre traição e erotismo. O jurado Alexandre Nero se ausentou desses dois programas para gravar seu DVD, “Revendo Amor - com pouco uso, quase na caixa”, em São Paulo. O ator voltou para a bancada da atração na companhia dos convidados Latino, Bruno De Luca, Mariana Rios, Fernanda Paes Leme, e Ronaldo O Fenômeno, que discutiram sobre a solteirice.
A necessidade de se ter espaço no relacionamento também foi debatida.  Os atletas da seleção brasileira de voleibol Bruninho, Lucão, Lucarelli e Thiago, e o jogador de futebol Daniel Alves participaram de Amor & Sexo e falaram sobre namoro à distância.  “Sensações” e “Carnaval” foram os temas dos dois últimos programas da temporada. Ao lado da banda de Léo Jaime, que participou de todos os episódios da atração, Roberta Sá cantou “Balancê”, de Braguinha e Alberto Ribeiro.
Outros famosos também participaram do programa. Entre eles, Letícia Spiller, Márcia Cabrita, Nelson Freitas, Cleo Pires, Andreia Horta, Rodrigo Simas, Emanuelle Araujo, o mágico Kronos, o astronauta brasileiro Marcos Pontes, Neguinho da Beija-Flor, Alicinha Cavalcanti, Narcisa Tamborindeguy e Viviane Araújo.

### 8ª Temporada (2014)
A oitava temporada de Amor & Sexo começou com a simulação de um strip-tease da apresentadora Fernanda Lima ao som de “Kiss”, interpretada por Leo Jaime. Com o tema “Sexo se separa do Amor”, o primeiro episódio levantou questões sobre o prazer de maneira direta e sem culpa. Os convidados da noite foram Chay Suede e Fiorella Mattheis. Na bancada de jurados, o time conhecido pelo público: José Loreto, Otaviano Costa, Mariana Santos, Xico Sá e Regina Navarro Lins. Após fazer sucesso de sunga na última temporada, Borat foi incorporado ao programa e tornou-se assistente de palco.
Entre as novidades da temporada, o quadro “Ejeta ou Continua”. Os participantes que responderam mal as perguntas da apresentadora foram ejetados da cama do Amor & Sexo. Para falar sobre sexo seguro, o pai de Fernanda Lima, Cleomar Lima, participou do episódio e mostrou como se coloca corretamente uma camisinha.
O romantismo foi tema do segundo episódio. Fernanda Lima e seu marido, o ator Rodrigo Hilbert, receberam o público ao som de “The Time Of My Life”, sucesso do clássico filme “Dirty Dancing”. As delícias e as dificuldades do amor foram debatidas no programa, que também discutiu a diferença entre união estável e casamento. O convidado da bancada foi Dudu Azevedo. O ponto alto da noite de Amor & Sexo  foi o casamento no palco de dois casais gays e de um heterossexual.
O papel do “Macho”, tema do terceiro episódio, contou com a participação do lutador Anderson Silva e da atriz Cris Vianna. O programa falou dos tabus e preconceitos em torno do machismo que prejudicam ambos os sexos. Os atores Paulo Silvino, Juliano Cazarré e Aílton Graça fizeram participações especiais e falaram dos códigos nos banheiros masculinos.
Em seguida, ao som de “Miss Brasil 2000”, de Rita Lee, Fernanda Lima recebeu convidados como a atriz Letícia Spiller, o ator Klebber Toledo e a Miss Brasil 2014, Melissa Gurgel, para falar da condição da mulher nos dias de hoje. O tema discutido no quinto episódio foi Boca e a convidada, a humorista Dadá Coelho.
O clássico “Tico-tico no Fubá”, sucesso na voz de Carmen Miranda, abriu o Amor & Sexo do dia 13 de novembro de 2014. O tema foi humor. Além de Dadá Coelho, a apresentadora recebeu o casal Bruno Gagliasso e Giovanna Ewbank. Os perigos e modismos do mundo digital também foram discutidos no programa. Entre os convidados, a atriz Bruna Marquezine, o historiador Eduardo Bueno e Bia Granja, especialista em internet. No episódio seguinte, Fernanda Lima falou do amor à moda antiga. O programa recebeu o cantor Rodrigo Suricato, vocalista da banda Suricato, Dadá Coelho e Dona Dulce Maristany, conhecida como a “atriz carrancuda”.
No dia 4 de dezembro de 2014, o assunto foi o olhar. Ao som de “Óculos”, de Os Paralamas do Sucesso, Amor & Sexo recebeu os atores Paolla Oliveira, Márcia Cabritta e Marcos Pasquim, além de Dona Dulce Maristany. A atração ainda levou o trio feminino Cluster Sisters, participantes do SuperStar. Na bancada do nono episódio, convidados especiais: o estilista Dudu Bertholini, o ator Daniel Rocha e a cantora Anitta, que se juntou a Leo Jaime e fez um número musical especial.
Os versos “Com amor no coração, preparamos a invasão”, da música “Os Mais Doces Bárbaros”, de Caetano Veloso, deram o tom do último programa da oitava temporada que falou de amor. A atriz Letícia Spiller e seu filho Pedro Novaes, o ator Alexandre Borges, a jornalista Glória Maria, a humorista Dadá Coelho e Dona Dulce participaram da noite.

### 9ª Temporada (2016)
Comandada por Fernanda Lima, a nona temporada de Amor & Sexo foi exibida nas noites de sábado e trouxe novidades. Com quadros e brincadeiras inéditas, o programa continuou levantando temas com liberdade, bom humor e paixão. As dúvidas e questões que surgiam eram esclarecidas pela psicanalista e escritora Regina Navarro Lins ou por um especialista convidado.
Como na temporada anterior, os programas eram temáticos e traziam convidados e anônimos para participar das dinâmicas no palco. O assunto do dia surgia por meio dos bate-papos e exemplos que cada entrevistado representava.
Os musicais de abertura ganharam uma produção caprichada. Acompanhada pelos bailarinos do programa, Fernanda Lima interpretava a música que representasse o assunto do dia.
O novo cenário ganhou uma luxuosa escadaria e um letreiro iluminado, destacando o nome da atração. A banda Amor & Sexo passou por uma reformulação e ganhou dois vocalistas: Régis Paulino, que participou da segunda temporada do reality Superstar, e a drag queen Pabllo Vittar.
O estilista Dudu Bertholini completou a animada bancada ao lado de Otaviano Costa, Mariana Santos, José Loreto, Xico Sá e Regina Navarro Lins. Os personagens Zentai, o assistente de palco mascarado que estava sempre fantasiado de acordo com o tema do programa, e Borat, assistente que desfilava com o bumbum à mostra, estavam de volta.
A Apresentadora do programa, Fernanda Lima, falou em uma postagem do Facebook que o programa iria retornar em 2017, mas o programa foi cancelado para que a apresentadora pudesse se dedicar ao reality Superstar.

### 10ª Temporada (2017)
Depois de Fernanda Lima ser abordada nas ruas e de rebecer vários pedidos pela internet, para o programa retornar, a apresentadora declarou que pensou na possibilidade, "Por que parar?", e conversou com sua equipe. Em 26 de janeiro de 2017, a décima temporada estreava às quintas-feiras.
Assim como na temporada anterior, o programa continuou levantando temas com liberdade, bom humor e paixão. As dúvidas e questões que surgiam eram esclarecidas pela psicanalista e escritora Regina Navarro Lins ou por um especialista convidado. Os programas eram temáticos e traziam convidados e anônimos para participar das dinâmicas no palco. O assunto do dia surgia por meio dos bate-papos e exemplos que cada entrevistado representava.
No último programa da temporada, que foi ao ar em 13 de abril de 2017, Fernanda Lima mostrou uma retrospectiva de cada um de seus jurados e do programa como um todo. Nada foi falado se teria uma próxima temporada. Porém, no mesmo ano, Fernanda Lima, muda-se, com seu marido e filhos, para os Estados Unidos, e volta em outubro de 2018 com nova temporada de "Amor & Sexo" sem sabático.

### 11ª Temporada (2018)
O programa estreou sua 11ª temporada em 9 de outubro de 2018 com a pior audiência de sua história, 10,4 pontos. A última temporada ficou marcada pela alta rejeição do público aos temas identitários e pelo boicote ao programa promovido nas redes sociais, resultando em seu desgaste e em queda de audiência. O último programa foi transmitido em 11 de dezembro de 2018 e após o fim da temporada, a atração foi definitivamente cancelada. 

## Episódios
| Temporada | Episódios | Exibição Original       | Exibição Original      |
| Temporada | Episódios | Estreia da temporada    | Final da temporada     |
| --------- | --------- | ----------------------- | ---------------------- |
| 1ª        | 10        | 28 de agosto de 2009    | 06 de novembro de 2009 |
| 2ª        | 08        | 01 de fevereiro de 2011 | 22 de março de 2011    |
| 3ª        | 09        | 07 de julho de 2011     | 01 de setembro de 2011 |
| 4ª        | 08        | 03 de novembro de 2011  | 22 de dezembro de 2011 |
| 5ª        | 06        | 31 de janeiro de 2012   | 06 de março de 2012    |
| 6ª        | 08        | 06 de setembro de 2012  | 25 de outubro de 2012  |
| 7ª        | 12        | 03 de outubro de 2013   | 19 de dezembro de 2013 |
| 8ª        | 11        | 09 de outubro de 2014   | 18 de dezembro de 2014 |
| 9ª        | 10        | 23 de janeiro de 2016   | 02 de abril de 2016    |
| 10ª       | 11        | 26 de janeiro de 2017   | 13 de abril de 2017    |
| 11ª       | 10        | 09 de outubro de 2018   | 11 de dezembro de 2018 |

## Reprise
Em 2018 o canal Viva começou a exibir na grade aos sábados, entre 03 de março a 05 de maio de 2018, foi exibido a primeira temporada, a segunda entre 12 de maio a 30 de junho de 2018, a terceira entre 07 de julho a 01 de setembro de 2018, a quarta entre 08 de setembro a 27 de outubro de 2018, a quinta entre 03 de novembro até 08 de dezembro de 2018.

## Prêmios e indicações
| Ano  | Prêmio                    | Categoria              | Indicado      | Resultado | Ref.   |
| ---- | ------------------------- | ---------------------- | ------------- | --------- | ------ |
| 2011 | Prêmio Extra de Televisão | Melhor Programa        | Amor & Sexo   | Indicado  |        |
| 2014 | Prêmio Extra de Televisão | Melhor Programa        | Amor & Sexo   | Indicado  |        |
| 2014 | Prêmio Extra de Televisão | Melhor Apresentador(a) | Fernanda Lima | Venceu    |        |
| 2014 | Prêmio F5                 | Programa do Ano        | Amor & Sexo   | Indicado  | [ 9 ]  |
| 2014 | Prêmio F5                 | Apresentadora do Ano   | Fernanda Lima | Venceu    | [ 10 ] |
| 2018 | Troféu APCA               | Melhor Programa        | Amor & Sexo   | Venceu    | [ 11 ] |